# Krnežići
Krnežići is een plaats in de gemeente Krašić in de Kroatische provincie Zagreb. De plaats telt 56 inwoners (2001).